# GreedFall
GreedFall ist ein Action-Rollenspiel des französischen Entwicklers Spiders und Focus Home Interactive, das 2019 veröffentlicht wurde. Es erschien anfangs für Microsoft Windows, PlayStation 4, und Xbox One, es folgten aber 2021 unter dem Titel GreedFall: Gold Edition Versionen für PlayStation 5 und Xbox Series. Das Fantasy-Computerspiel findet in einem barocken Kolonialisierungssetting, angelehnt an das 17. Jahrhundert, statt. Mit GreedFall 2: The Dying World ging im September 2024 ein Nachfolger in die Early-Access-Phase.

## Handlung
Das Fantasy-Setting des Spiels ist an das 17. Jahrhundert angelehnt. Während der alte Kontinent von Überbevölkerung, Verschmutzung und der tödlichen Krankheit Malichor-Pest bedroht ist, segelt der Hauptcharakter zur versteckten Insel Teer Fradee, die bisher von der Krankheit verschont geblieben ist. In der Hafenstadt Neu-Sérène geht der Spieler von Bord eines Händlerschiffes. Von hier beginnt die Erkundung der unbekannten Insel, um zwischen den Fronten verschiedener kolonialisierender Fraktionen und mysteriösen Eingeborenen ein Heilmittel für die Malichor-Pest zu suchen.
De Sardet, ein Adliger der Handelskongregation, bereitet sich auf eine Reise zur neu besiedelten Insel Teer Fradee vor, um dort als Legat für Prinz Constantin d'Orsay zu dienen – De Sardets Cousin und neu ernannter Gouverneur von New Serene, der Hauptstadt der Kongregation auf der Insel. Die Kongregation hofft, dass die exotische Umgebung von Teer Fradee ein Heilmittel für den Malichor hervorbringen wird, eine tödliche Seuche, die sich auf dem Kontinent ausbreitet.
Die Gruppe kommt auf Teer Fradee an und De Sardet wird schnell entsandt, um diplomatische Beziehungen mit den Ureinwohnern der Insel und zwei Nachbarländern aufzubauen, die auf der Insel vertreten sind. De Sardet gewinnt mehrere neue Verbündete und erfährt von den Doneigada, Ureinwohnern der Insel, die über eine übernatürliche Verbindung zur Erde verfügen, die ihnen mystische Fähigkeiten verleiht. De Sardets Untersuchungen zum Malichor zeigen, dass die Ureinwohner ein Wesen namens „en on mil frichtimen“ verehren, das eine Verbindung zur Insel hat. De Sardet glaubt, dass „en on mil frichtimen“ real ist und den Malichor mit seiner Kraft heilen kann, und beginnt, nach einer Möglichkeit zu suchen, mit ihm zu sprechen.
Constantins Gesundheit beginnt sich zu verschlechtern und er erfährt bald, dass er mit dem Malichor infiziert ist. Nachdem er einen Putschversuch der Söldnerwachen der Kongregation vereitelt hat, kontaktiert De Sardet einen einheimischen Heiler namens Catasach, um Constantins Schmerzen zu lindern, während die Suche nach einem Heilmittel weitergeht. De Sardet erfährt, dass das „en on mil frichtimen“ Heiligtum nur vom Hochkönig der Eingeborenen, Vinbarr, geöffnet werden kann, der seit Monaten vermisst wird. Als De Sardet nach New Serene zurückkehrt, erfährt er, dass Catasach und Constantin vermisst werden. De Sardet findet Catasach tot vor und erfährt, dass Constantin von Vinbarr in die Berge verschleppt wurde. De Sardet verfolgt Vinbarr bis zu seinem Versteck und tötet ihn, bevor er Constantin nach New Serene zurückbringt.
Drei Tage später ist Constantins Krankheit geheilt, doch sein Aussehen hat sich verändert und ähnelt dem der Eingeborenen. Er enthüllt, dass Catasach ihn mitgenommen hat, um ein Ritual durchzuführen, das ihn in einen Doneigad verwandeln und ihn resistent gegen den Malichor machen soll. Da Vinbarr tot ist, greift De Sardet in die Wahl des neuen Hochkönigs durch die Eingeborenen ein und bringt den siegreichen Kandidaten dazu, ihm den Zutritt zum Heiligtum von „en on mil frichtimen“ zu versprechen. De Sardet darf eintreten und spricht mit dem Wesen, das ihm offenbart, dass der Malichor keine Krankheit ist, sondern ein Gift, das der Kontinent als Reaktion auf seine Ausbeutung durch seine Bevölkerung erzeugt hat. Es verspricht, bei der Heilung des Malichors zu helfen, warnt aber, dass Constantins Handlungen ihn schwächen. De Sardet ist verwirrt und entsetzt über die Warnung und entdeckt, dass Constantin süchtig nach der Macht des Doneigad geworden ist und weitere Rituale durchführt, um „en on mil frichtimen“ noch mehr Macht der Insel zu stehlen. Er beabsichtigt, sowohl die Eingeborenen als auch die Siedler zu vernichten und die Insel allein zu regieren.
De Sardet stellt Constantin allein im Heiligtum gegenüber und hat die Wahl, ihn entweder zu töten und das Schicksal der Insel den Fraktionen zu überlassen oder sich ihm bei der Eroberung der Insel anzuschließen.
- Wenn der Spieler sich entscheidet, Constantin zu töten, hängt das folgende Ende vom gewählten Hochkönig und der Beziehung des Spielers zu seinen Gefährten und den verschiedenen Fraktionen auf Teer Fradee ab.

- Wenn der Spieler sich Constantin anschließt, stehlen die beiden Cousins „en on mil frichtimen“ Macht und werden zu gottgleichen Wesen, die eine Schreckensherrschaft über die Welt entfesseln.

## Spielprinzip
Die Spielwelt besteht aus mehreren getrennten weitläufigen Arealen und entspricht damit keiner Open World. Kämpfe in Nahkampf, Fernkampf und mit Magie finden in pausierbarer Echtzeit stand. Rollenspieltypisch gibt es Fortschrittsmöglichkeiten in Charakterfähigkeiten und Ausrüstung, die verschiedene Spielweisen ermöglichen und alternative Lösungswege bieten. Abseits der Hauptgeschichte können Nebenquest erledigt werden.

## Entwicklung
Angekündigt wurde GreedFall im Jahr 2017. Auf der Electronic Entertainment Expo 2019 wurde durch Entwickler Spiders und Publisher Focus Home Interactive eine Veröffentlichung im September 2019 in Aussicht gestellt. Im Juli desselben Jahres wurde schließlich mit dem 10. September 2019 der genaue Releasetag bekannt gegeben. Kurz vor Release wurde bekannt gegeben, dass nicht der damals umstrittene Kopierschutz Denuvo zum Einsatz kommen soll und keine DLCs oder Modding-Unterstützung geplant seien. Nichtsdestotrotz gab Entwickler Spiders im November 2020 im Zuge einer neuen Partnerschaft mit Publisher Nacon Pläne für Inhaltserweiterungen an. Zwei Jahre nach Release erschien am 30. Juni 2021 ein Story-DLC mit dem Titel The De Vespe Conspiracy, der auch in der zugleich für PlayStation 5 und Xbox Series X/S veröffentlichten Gold Edition enthalten ist.

## Rezeption
Das Spiel erhielt überwiegend mittlere bis positive Wertungen. Das deutschsprachige PC-Spielemagazin GameStar lobt im Test Atmosphäre und Setting sowie verschiedene Lösungswege, kritisiert aber vor allem die „künstliche Spielzeitstreckung“.

„Greedfall erinnert in seinen besten Momenten an frühere Bioware-Spiele wie Dragon Age, kämpft aber auch mit einigen unnötigen Längen.“

Das Onlineportal 4Players sieht Schwächen in der Spielmechanik und bei der KI der NPCs, erkennt aber auch ein „stimmungsvolles Rollenspiel, das mit interessanter Story und lebendigen Gefährten in eine barocke Fantasywelt entführt.“
IGN erkennt nach dem enttäuschenden The Technomancer die Stärken des Spiels in moralisch komplexen Entscheidungen und der Erkundung, während technische Defizite den Gesamteindruck trüben.

### Verkaufszahlen
Innerhalb weniger als eines Jahres sollen sich mehr als eine Million Exemplare des Spiels verkauft haben.

## Nachfolger
Für 2024 hatte Entwickler Spiders in Kooperation mit dem Publisher Nacon den Nachfolger GreedFall 2: The Dying World angekündigt. Das Spiel erschien am 24. September 2024 im Early Access auf Steam. Eine Veröffentlichung für PlayStation 5 und Xbox Series X|S soll 2025 folgen.